# Yttersjön (Degerfors socken, Västerbotten)
Yttersjön är en sjö i Vindelns kommun i Västerbotten och ingår i Umeälvens huvudavrinningsområde. Sjön har en area på 1,37 kvadratkilometer och ligger 274,9 meter över havet. Sjön avvattnas av vattendraget Storkvarnbäcken.

## Delavrinningsområde
Yttersjön ingår i det delavrinningsområde (713665-168826) som SMHI kallar för Utloppet av Yttersjön. Medelhöjden är 299 meter över havet och ytan är 7,26 kvadratkilometer. Det finns inga avrinningsområden uppströms utan avrinningsområdet är högsta punkten. Storkvarnbäcken som avvattnar avrinningsområdet har biflödesordning 4, vilket innebär att vattnet flödar genom totalt 4 vattendrag innan det når havet efter 126 kilometer. Avrinningsområdet består mestadels av skog (75 procent). Avrinningsområdet har 1,37 kvadratkilometer vattenytor vilket ger det en sjöprocent på 18,8 procent.